# 香港防衛隊 (大日本帝國陸軍)
香港防衛隊是日本佔領香港期間負責駐軍任務的大日本帝國陸軍編制。它成立於1942年1月，1945年8月第二次世界大戰結束後解散。

## 架構和歷史
1941年12月香港保衛戰英國戰敗後，香港防衛隊於1942年1月19日成立，攻佔這個英國殖民地的主力第38師團同月離開香港。香港防衛隊向香港佔領地政府負責。  1942年初起駐港的其他日本軍事單位有：一支小規模「香港炮兵隊」和第二遣外艦隊的香港基地部队。 
香港防衛隊的结构与为了占领日本控制的领土而建立的各種「独立混合旅」相似。它的主要组成部分是三个步兵营，即第67、第68和第69独立步兵营。这些营由一个炮兵部队支援，该炮兵部队包括六门高射炮、一个战壕迫击炮连和两个野战炮兵连。香港防衛隊也有医院。核准兵力为 106 名军官和 3,028 名士兵。这架構一直保持不变，直到战争结束后部队解散。 
三个步兵营驻扎在港岛、九龙和新界。九龙及新界兩营在市區行動，主要是駐守廣九鐵路沿线四个哨所。